# Менший брат (роман)
  «Менший брат» (англ. Little Brother) — роман англоканадського письменника Корі Докторова для підлітків. Роман видано в Америці під ліцензією Creative Commons Attribution-Noncommercial-ShareAlike у 2008 році, і безкоштовно доступний до прочитання на офіційному сайті автора. «Молодший брат» був номінований на премії Неб'юла (2008 року) і Г'юго (2009 року), є лауреатом премій Меморіальної премії ім. Джона В. Кемпбелла за найкращий НФ роман (не плутати з премією  Джона В. Кемпбелла найкращому новому письменнику-фантасту) і «Прометей» 2009 року

## Історія створення
Назва Менший  брат (Маленький брат) перегукується з терміном Старший Брат (Великий Брат) роману «1984» Джорджа Орвелла-  Якщо старшим братом американці називають державу (чи іншу подібну громадську організацію, яка прагне встановити тотальне стеження або контроль над людьми), то меншими братами часто називають мікроскопічні репортери — апаратуру, за допомогою якої спецслужби стежать за громадянами. У романі ж Докторов, молодші брати — рух заснований Маркусом Йаллоу для протистояння Системі, Старшому Братові. В основі руху лежать принципи свобод людини, закладені у Декларації незалежності США.
Роман Доктороу перегукується з романом Оруелла не лише через назву, але й через імена головних героїв. Нік Маркуса w1n5t0n — це стилізоване під leet слово англ. Winston - ім'я головного героя роману «1984». Наступний никнейм Маркуса — M1k3y вказує на Mycroft, або на Mike - одного з персонажів роману «Місяць — суворий господар» (англ. Moon Is Harsh Mistress, 1966). Роберта Гайнлайна.
Корі Доктороу - відомий поборник лібералізації системи авторських прав. Тому у 2008 році він виклав свій роман для вільного читання, і художник-ілюстратор Річард Вілкінсон (англ. Richard Wilkinson) зробив ілюстрації до тексту, і так само виклав їх під відкритою ліцензією Creative Commons Attribution-Noncommercial-Share Alike 3.0 Unported License. 

## Сюжет

### Стислий зміст

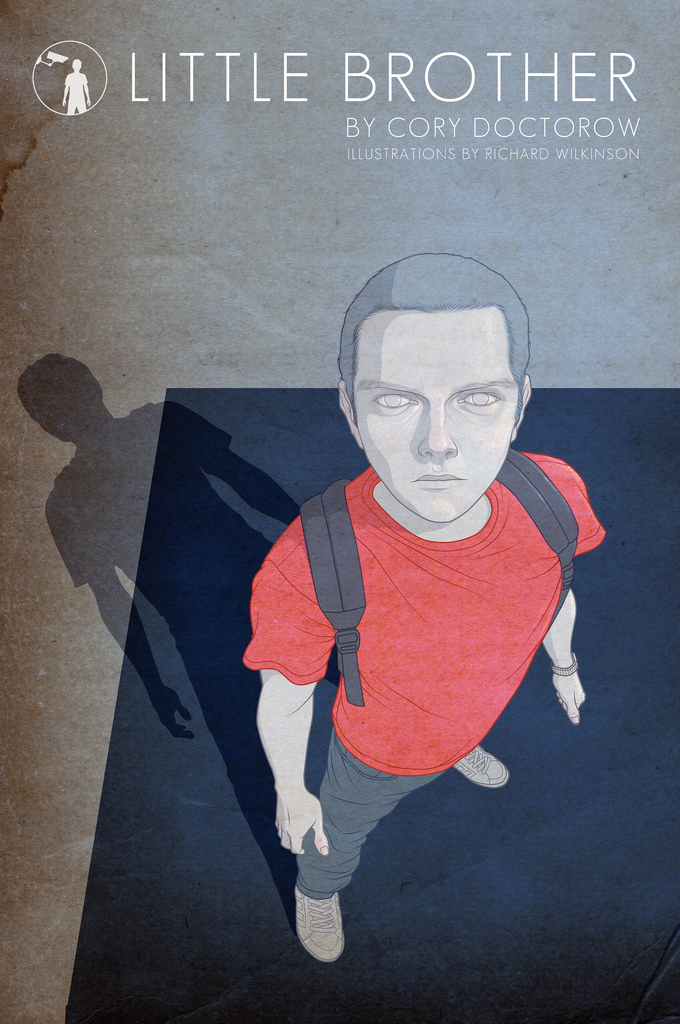
Маркус Йаллоу (ілюстрації Р. Вілкінсона, 2009 рік)

Дія роману відбувається в недалекому майбутньому (операційна система Windows Vista вже застаріла, але ще досі встановлена на шкільних комп'ютерах). Головний герой, 17-річний підліток Маркус, разом з трьома своїми друзями (Даррелом, Ванессою і Джолу) опиняються не в тому місці і не в той час. Внаслідок терористичного акту в Сан-Франциско (штат Каліфорнія) підірвані міст Бей-Брідж і прилегла під ним по дну затоки система метро Bay Area Rapid Transit (BART). Маркус знаходився неподалік від місця вибуху, і тому потрапляє під підозру Департаменту національної безпеки (ДНБ) США. У числі інших цивільних Маркус з друзями потрапляє в секретну в'язницю уряду, де його піддають дізнання і допитам. Після п'яти днів ув'язнення, під час якого батьки Маркуса були впевнені, що їхній син загинув під час вибуху, Маркуса відпускають додому, пригрозивши не розповсюджуватися про інцидент, що стався. Разом з ним відпускають Ванессу і Джолу, але про долю четвертого свого товариша їм нічого не відомо.
На волі Маркус виявляє, що місто змінилося: посилені заходи безпеки і контролю. Сан-Франциско перетворився на поліцейську державу, де за кожним кроком жителів стежать агенти національної безпеки (крім контролю за пересуваннями, відстежується рух коштів по банківських рахунках, громадян утримують під вартою без пред'явлення звинувачень, у відношенні до в'язнів використовуються заборонені законодавством США методи допиту, певні громадянські права і свободи ігноруються). Маркус, якому з дитинства розписували демократичні цінності рідної Америки, не може змиритися з таким становищем, і починає всіма доступними йому засобами відстоювати свої права. Підпільний рух опору, який несвідомо створив Маркус, набирає обертів. Підлітки всіляко протистоять державній системі, збираючи факти, що підтверджують зловживання владою.
У фіналі роману, після того як акція протесту Маркуса потрапила в засоби масової інформації, відбувається публічне викриття департаменту національної безпеки. Влада штату Каліфорнія звільняє підслідних з в'язниці спецслужб і відкрито засуджує дії Міністерства національної безпеки США. Однак, той самий уряд все ж виправдовує винних офіцерів-слідчих, військовий трибунал просто звільняє їх з переведенням на інше місце роботи . Кінцівка роману недвозначно говорить про те, що Система визнала поразку в одній битві, але протистояння ще не закінчено.

### Персонажі
- Маркус Йаллоу (англ. Marcus Yallow) — головний герой роману, 17-річний учень школи Сезар-Чавес у Мішн-дистрикт Сан-Франциско. Він же користувач w1n5t0n (слово Winston, написане за допомогою leet) і M1k3y, хакер, здатний обдурити системи стеження і контролю, якими напхані школа, транспорт і магазини міста. У спробі зберегти права на особисте листування організував рух XNet, який знайшов чимало послідовників.
- Дерріл Гловер або Даррел Гловер (англ. Darryl Glover) — близький друг Маркуса. Був поранений у натовпі тих людей, що бігли від місця вибуху. Його затримали агенти спецслужб і утримували в ув'язненні в секретній в'язниці на острові Скарбів у затоці Сан-Франциско.
- Ваннеса Пак або Ван (англ. Vanessa Pak) — 17-річна учениця католицької школи для дівчаток, чиї батьки приїхали в Америку з Північної Кореї. Була затримана разом з Маркусом після вибуху. Таємно закохана в нього. Відмовилася підтримувати занадто радикальні заходи Маркуса щодо протистояння системі.
- Хосе-Луїс Торрес або Джозе-Луїс Торрес (Jose Luis Torrez, Jose-Luis), або Джолу[6] (англ. Jolu) — 17-річний школяр, товариш Маркуса. Так само перебував у полоні агентів безпеки. Програміст однієї з компаній провайдерів Сан-Франциско, Джолу допомагав Маркусу в організації системи захисту листування XNet (криптосистема з відкритим ключем для електронного цифрового підпису). Після чого віддалився від руху опору.
- Керрі Джонстон (англ. Carrie Johnstone) — офіцер Міністерства національної безпеки США, яка веде розслідування теракту в Сан-Франциско. Характеризується яскраво вираженими садистськими нахилами. Належить до типу державних службовців, для яких мета завжди виправдовує засоби, внаслідок чого Джонстон зловживає своєю владою. Так як на допитах Маркус не знав її справжнє ім'я, то називав її не інакше як Незграбна стрижка (англ. Severe Haircut Woman). Незважаючи на те, що проти ДНБ надійшло понад 20 000 цивільних позовів, Джонстон була виправдана (Військовий трибунал прийшов до висновку, що її дії не дають підстав для вжиття щодо неї додаткових дисциплінарних заходів).
- Анджелла Карвеллі або Енджі (англ. Ange, Angela Carvelli) — 17-річна учениця католицької школи для дівчаток. Познайомилася з Маркусом на першому зібранні користувачів XNet задля обміну відкритими ключами. Внаслідок чого, почала зустрічатися з Маркусом, підтримувала його та допомагала в організації акцій протесту.

### XNet
Вигадана мережа, створена Маркусом Йаллоу на базі вигаданої операційної системи ParanoidLinux для Xbox. Спочатку створена для китайських і сирійських дисидентів, ParanoidLinux призначена для користувачів, що працюють в умовах політичних переслідувань з боку уряду. Щоб зберегти конфіденційність інформації, система займається автоматичною розсилкою величезної кількості несуттєвої інформації, тим самим прикриваючи засекречену. Xbox з такою операційною системою не вимагає власного підключення до інтернету, а здатний підключатися до мережі з використанням бездротових каналів сусідів.

## Критика та відгуки
Дебют роману «Молодший брат» відбувся у травні 2008 року і відразу ж потрапив до переліку бестселерів (9-я позиція) від «Нью-Йорк Таймс». Станом на 2 липня 2008 року роман піднявся на 8-е місце, і в загальній складності перебував у списках бестселерів 6 тижнів.

## Номінації та нагороди
Номінант премії «Неб'юла» у 2008 році (номінація Кращий роман) .
Лауреат премії «Уайт-Пайн» (англ. White Pine Award) 2009 року.
Номінант премії «Г'юго» 2009 року у номінації Кращий роман .
Лауреат Меморіальної премії Джона Кемпбелла у 2009 році.
Лауреат премії «Прометей». Вручена Лібертаріанським Футуристичним Товариством (LFS — від англ. Libertarian Futurist Society) за вільнодумну (лібертаріанську) фантастику у номінації Кращий роман 10 серпня 2009 року